# Phostria dohrni
Phostria dohrni là một loài bướm đêm trong họ Crambidae.